# 额异齿鳚
额异齿鳚（学名：Ecsenius frontalis），是輻鰭魚綱鳚形目鳚科异齿鳚属一种，分布于印度洋西部红海（包括亚喀巴湾和苏伊士湾）及亚丁湾西部海域，深度3至27公尺。本种由法国学者阿希尔·瓦朗西安纳于1836年描述发表。本魚體延長，稍側扁，似圓柱狀，頭鈍短，前鼻孔具1鼻鬚，無眼上鬚及頸鬚，齒門牙40-53顆，後犬齒每邊1顆，側線缺乏垂直的孔對，身體顏色有3種基本顏色圖案：均勻的棕色、深棕色或黑色，但深色尾鰭基部的後部無色素，或通常為棕色，背部有較深的條紋，背鰭硬棘10-13枚、背鰭軟條18-21枚、臀鰭硬棘2枚、臀鰭軟條17-22枚，體長可達8公分，成魚棲息在珊瑚礁，以藻類及碎屑為食，雌魚產附著性卵，雄魚會守護卵，具領域性，幼魚為浮游性，可做為观赏鱼。